# Strobilanthes parryorum
Strobilanthes parryorum är en akantusväxtart som beskrevs av C. E. C. Fischer. Strobilanthes parryorum ingår i släktet Strobilanthes och familjen akantusväxter. Inga underarter finns listade i Catalogue of Life.